# Малекабад
Малекабад (перс. ملكاباد) — село в Ірані, у дегестані Нур-Алі-Бейк, у Центральному бахші, шагрестані Саве остану Марказі. За даними перепису 2006 року, його населення становило 32 особи, що проживали у складі 6 сімей.

## Клімат
Середня річна температура становить 17,34 °C, середня максимальна – 35,58 °C, а середня мінімальна – -3,50 °C. Середня річна кількість опадів – 269 мм.
| Клімат поселення                              | Клімат поселення | Клімат поселення | Клімат поселення | Клімат поселення | Клімат поселення | Клімат поселення | Клімат поселення | Клімат поселення | Клімат поселення | Клімат поселення | Клімат поселення | Клімат поселення | Клімат поселення |
| Показник                                      | Січ.             | Лют.             | Бер.             | Квіт.            | Трав.            | Черв.            | Лип.             | Серп.            | Вер.             | Жовт.            | Лист.            | Груд.            |                  |
| Середній максимум, °C                         | 12,92            | 15,44            | 19,28            | 25,56            | 30,41            | 34,68            | 35,58            | 34,22            | 30,26            | 24,88            | 18,92            | 12,80            |                  |
| Середня температура, °C                       | 4,70             | 7,24             | 11,06            | 17,33            | 22,20            | 26,47            | 29,32            | 27,94            | 24,00            | 18,61            | 12,66            | 6,50             |                  |
| Середній мінімум, °C                          | −3,5             | −0,96            | 2,87             | 9,12             | 13,99            | 18,26            | 23,05            | 21,68            | 17,73            | 12,35            | 6,40             | 0,26             |                  |
| Норма опадів, мм                              | 42               | 38               | 44               | 30               | 20               | 4                | 1                | 1                | 2                | 17               | 28               | 42               |                  |
| Середньомісячна швидкість вітру, м/с          | 1.80             | 2.25             | 3.05             | 3.45             | 3.39             | 3.22             | 3.25             | 3.01             | 2.50             | 2.40             | 1.93             | 1.97             |                  |
| Середньомісячна сонячна радіація, кДж/м²·день | 9119             | 11969            | 14506            | 18059            | 21917            | 25854            | 25021            | 23195            | 20037            | 14802            | 10839            | 8696             |                  |
| --------------------------------------------- | ---------------- | ---------------- | ---------------- | ---------------- | ---------------- | ---------------- | ---------------- | ---------------- | ---------------- | ---------------- | ---------------- | ---------------- | ---------------- |
| Джерело:                                      |                  |                  |                  |                  |                  |                  |                  |                  |                  |                  |                  |                  |                  |